# Mrs. Barrington's House Party
Mrs. Barrington's House Party è un cortometraggio muto del 1910. Il nome del regista non viene riportato nei credit del film, una commedia prodotta dalla Vitagraph Company of America.

## Produzione
Il film fu prodotto dalla Vitagraph Company of America.

## Distribuzione
Distribuito dalla General Film Company, il film - un cortometraggio in una bobina - uscì nelle sale cinematografiche statunitensi il 12 agosto 1910.